# Judith van Beieren (805-843)
Judith van Beieren, ook Judith Welf of ook Judita van Aldorf (ca. 805 - Tours (Frankrijk), 19 april 843), was de tweede vrouw van Lodewijk de Vrome der Franken. Ze is begraven in de Basiliek van Sint-Maarten te Tours.
Judith werd als tweede vrouw van Lodewijk gekozen na een soort schoonheidswedstrijd, maar haar belangrijke familieconnecties in Zwaben, Beieren en Saksen zullen ook een rol hebben gespeeld. Zij ontving bij haar huwelijk het klooster San Salvatore bij Brescia. Zij had een grote invloed op het beleid van Lodewijk en speelde steeds een belangrijke rol om de positie van haar zoon Karel te versterken en om hem van bondgenoten en troepen te voorzien. Zij begunstigde vooral de Saksische abdijen. Zo bezat de Abdij van Corvey nog 700 jaar lang een kostbaar kruis dat Judith had geschonken en werd er tot 1803 ieder jaar "Judithsbrood" uitgedeeld aan de armen.
In februari 819 trouwde ze te Aken met Lodewijk de Vrome. Ze werd moeder van Gisela van Francië (820-5 juli 874) en Karel II de Kale van West-Francië. Haar zuster Emma trouwde in 827 met Lodewijk de Duitser (en werd zo dus tevens haar stiefschoondochter). Ze was de grootmoeder van Judith van West-Francië, naar haar genoemd en gehuwd met de eerste graaf van Vlaanderen, Boudewijn I.
Zij was dochter van graaf Welf van Altdorf, op zijn beurt zoon van Rothard van de Argengau(?). Haar moeder was Eigilwich, die in 826 abdis werd van de Abdij van Chelles. Eigilwich was dochter van de Saksische edelman Isanbarth en Theodrada, op haar beurt dochter van Bernard en in 810 abdis van Notre Dame te Soissons geworden.
Judith van Beieren staat in de geschiedenisboeken beschreven als heerszuchtig en wellustig en zelfs overspelig, maar hiervoor zijn geen bewijzen.